# Dopo molte estati
Dopo molte estati (After Many a Summer) è un romanzo di Aldous Huxley del 1939. Negli Stati Uniti venne pubblicato con il titolo After Many a Summer Dies the Swan. Il titolo è tratto da un verso della poesia Tithonus di Alfred Tennyson, ispirata al principe troiano amato dalla dea dell'aurora Eos. La leggenda narra che quando questa implorò Zeus di concedere al giovane il dono dell'immortalità, si dimenticò di chiedere per lui anche l'eterna giovinezza così che l'uomo fu costretto ad invecchiare per sempre senza mai morire. 
Scritto dopo che Huxley lasciò l'Inghilterra per trasferirsi in California, il romanzo è un'analisi della cultura americana, in particolare degli aspetti di narcisismo, superficialità e ossessione per la giovinezza che rendono evidente il richiamo al verso di Tennyson. 
All'interno di una cornice narrativa priva di sostanziali colpi di scena, il romanzo solleva questioni filosofiche e sociali - riprese in parte anche nell'ultimo romanzo di Huxley, L'isola - quali il rapporto tra fede e scienza, il valore dell'arte, l'eterno dibattito sul Bene e sul Male. 
Il libro vinse l'edizione del 1939 del James Tait Black Memorial Prize per la narrativa. 

## Edizioni
- Aldous Huxley, Dopo molte estati, Mondadori, 1967,  p. 304.